# Commandos: Origins
Commandos: Origins é um jogo eletrônico de táticas em tempo real desenvolvido pela Claymore Game Studios e publicado pela Kalypso Media. Um renascimento da série Commandos, foi lançado para PlayStation 5, Xbox Series X/S e Microsoft Windows em 9 de abril de 2025. O jogo serve como um prelúdio de Commandos: Behind Enemy Lines (1998), contando a história da formação da equipe de comandos.

## Jogabilidade
Commandos: Origins é um jogo de táticas em tempo real com perspectiva isométrica. O jogador controla um esquadrão de elite composto por especialistas encarregados de infiltrar-se em complexos militares para cumprir missões. A progressão depende fortemente de táticas furtivas, como evitar o campo de visão dos inimigos ou eliminá-los silenciosamente.
O jogo apresenta seis classes diferentes: o Boina Verde, o Sapador, o Atirador de Elite, o Motorista, o Fuzileiro e o Espião, cada um com habilidades e equipamentos únicos.
Os mapas do jogo são amplos e oferecem múltiplos pontos de entrada para abordar os objetivos. O jogador pode pausar brevemente a ação para planejar os movimentos de vários personagens e executá-los simultaneamente. Cada missão conta com objetivos opcionais adicionais. O jogo também possui um modo multijogador cooperativo para dois jogadores.

## Desenvolvimento
Commandos: Origins foi desenvolvido pelo estúdio Claymore Game Studios, fundado em 2020 por Simon Hellwig, cofundador da Kalypso Media. O principal objetivo do estúdio era reviver a franquia Commandos e modernizá-la. A decisão de não incluir salvamento automático no jogo foi intencional, pois a equipe desejava dar aos jogadores a liberdade de escolher quando salvar e quando assumir riscos.
O jogo é um prelúdio, com a narrativa focando em como os seis soldados se conheceram e formaram uma equipe. A equipe de desenvolvimento se inspirou em diversos filmes e documentários, especialmente aqueles que envolvem pequenos grupos de elite que mudam o rumo de campanhas ou guerras inteiras. Os Canhões de Navarone (1961), Os Doze Condenados (1967) e Bastardos Inglórios (2009) foram citados como fontes de inspiração.
Em julho de 2018, a Kalypso Media anunciou que havia adquirido os direitos da franquia Commandos da Pyro Studios, responsável pelo desenvolvimento dos quatro primeiros jogos da série. O jogo foi anunciado em outubro de 2023. Foi lançado para Windows, PlayStation 5 e Xbox Series X e Series S em 9 de abril de 2025.

## Recepção
O jogo recebeu "críticas mistas ou medianas", de acordo com o agregador de resenhas Metacritic.
Luke Reilly, do IGN, afirmou que o jogo conseguiu encontrar "um ótimo equilíbrio entre os jogos clássicos de tática furtiva e ideias modernas simplificadas", destacando que os mapas e objetivos oferecem amplas oportunidades para eliminações criativas, exigindo que os jogadores planejem cuidadosamente seus movimentos.
Sam Chandler, do Shacknews, chamou o jogo de um "renascimento excepcional" da franquia. Ele elogiou a diversidade dos níveis e o design estilo sandbox, acrescentando que o jogo "faz um trabalho tremendo ao nunca parecer tedioso, apesar do tempo que pode levar para concluir uma missão".
Ed Smith, do PCGamesN, escreveu que o jogo é "meticuloso, difícil e exigente", descrevendo-o como um "RTS de alta intensidade e risco, onde até mesmo a menor ação pode ser significativa". No entanto, ele considerou que o jogo é "superprojetado", com uma "abundância de mecânicas que sufoca a improvisação e a energia bruta" da proposta.
A revista Edge elogiou os visuais modernos do jogo e seu esforço em reimaginar a franquia, mas considerou que o título não trouxe inovações significativas ao gênero.